# باکلان جزیره بانتی
باکلان جزیره بانتی (نام علمی: Phalacrocorax ranfurlyi) نام یک گونه از سرده باکلان‌های سیاه است.